# Rouge (Zséda-album)
A Rouge Zséda negyedik stúdióalbuma. Az albumban igen messze ment a régi Cotton Club Singers-es múlttól. Múlté a jazz, az énektechnika. A kissé feketébe hajló, R&B, sok helyen funkos megszólalás valamennyire a karrier kezdetét idézi, és ehhez elektronikus hangzás, a régit a legmodernebbel keverő kíséret is hozzájárul. Az "Év hazai klasszikus pop-rock albuma" kategóriában Fonogram díjat kapott 2009-ben. Illetve aranylemez lett.

## Dalok
Az album egyből két lendületes és videoklipesített slágerszámmal indul: a Karmával és a Fekete rúzzsal. Őket a visszafogottabb tempójú A skorpió hava követi, melynek orgonakíséretével Zséda magas hangokkal kísér. 
A harmadik szám, az Ágnes balladája, ami inkább az ötvenes-hatvanas évek hangulatát idézi. Utána az És megindul a föld... szinte színtiszta elektronikára épül. Az ezt követő szám ismét egy nosztalgikusabb megszólalású, a Valami vonzás, amit aztán egy valódi klasszikus, az egykor Domján Edit előadásában híressé vált Köszönet mindenért követ.
Ennek a  szám különlegessége, hogy benne rövid időre megszólal az eredeti előadó is.
Az Ajtó mögött ismét kissé régies hangulatú, amit a funkos alapú, középtempójú Voltam... vált át. Ezt követi a Megárad a szerelem funk- és R&B-os száma.
A Csak játék fúvósszekciója és orgona-betétje igencsak keménnyé teszi az amúgy sem túlzottan szentimentális dallamot, míg az ezt követő a Szerelemben égni című dalban ismét a régmúlt hangjai támadnak fel.
Az utolsó előtti szám, a Rajongás, egy régi LGT siker feldolgozása. Az utolsó szám a  Valahol aztán újra egy múltba tekintő dal, egy szerelmes duett, Létray Ákossal.

## Számlista
| 1.  | "Karma"                       | Major Eszter · Moldvai Márk                 | Moldvai Márk                   | 3:02 |
| 2.  | "Fekete Rúzs"                 | Geszti Péter · Rakonczai Viktor             | Rakonczai Viktor               | 3:55 |
| 3.  | "A skorpió hava"              | Rakonczai Viktor · Szabó Ágnes              | Rakonczai Viktor               | 3:56 |
| 4.  | "Ágnes balladája"             | Szabó Ágnes · Szirtes Edina "Mókus"         | Földes Gábor                   | 4:22 |
| 5.  | "És megindul a Föld..."       | Geszti Péter · Herpay Kazi · Létray Ákos    | Létray Ákos                    | 3:44 |
| 6.  | "Valami vonzás"               | Donald Castor · Malek Miklós · Valla Attila | Malek Miklós                   | 3:53 |
| 7.  | "Köszönet mindenért"          | Aldobolyi Nagy György · Mészöly Dezső       | Malek Miklós                   | 3:40 |
| 8.  | "Ajtók mögött"                | Létray Ákos · Valla Attila                  | Létray Ákos                    | 4:07 |
| 9.  | "Voltam..."                   | Szabó Ágnes · Szirtes Edina "Mókus"         | Földes Gábor                   | 4:30 |
| 10. | "Megárad a Szerelem"          | Ferenczi György                             | Ferenczi György                | 5:15 |
| 11. | "Csak játék"                  | Valla Attila · Závodi Gábor                 | Závodi Gábor                   | 3:26 |
| 12. | "Szerelemben égni"            | Létray Ákos · Miklós Tibor                  | Létray Ákos                    | 3:44 |
| 13. | "Rajongás"                    | Adamis Anna · Karácsony János               | Bolyki Brothers                | 3:36 |
| 14. | "Valahol" (duett Létray Ákos) | Létray Ákos · Valla Attila                  | Létray Ákos · Rakonczai Viktor | 4:34 |